# Amy Rustomjee
Amy Behramjee Hormusjee Jamsetjee Rustomjee (Pune, 18 de mayo de 1896 - 1976) fue una educadora india y directora de escuela de Bombay. Fue vicepresidente de la Federación Internacional de Mujeres Universitarias entre 1956 y 1959.

## Primeros años y educación
Rustomjee nació en Pune en el seno de una familia parsi, hija de B. H. J. Rustomjee y Hilla J. M. Cursetjee. Su padre era mercante y director de una escuela. Rustomjee obtuvo su diploma en educación en la Universidad de Bombay y cursó un tripos de lengua inglesa en la Universidad de Cambridge.

## Carrera

### Educación y trabajo en alfabetización
Rustomjee fue directora del Colegio de Segundo Entrenamiento de Bombay durante cuatro años, siendo la primera mujer en esa posición. Rustomjee realizó una disertación en 1931 sobre la «Abolición del Analfabetismo», abogando por el voluntariado en alfabetización como un requisito para la matriculación universitaria. Era miembro del Comité de Educación para Adultos de Bombay en 1938, inspectora de institutos femeninos y una de las líderes de un movimiento de alfabetización que cubría toda la ciudad en 1939. Como miembro del comité para seleccionar libros de texto para las escuelas de Bombay en 1941, se enfrentó a Lilavati Munshi.
En la década de 1940, Rustomjee participó con regularidad en la radios de Bombay, en donde hablaba sobre educación y temas relacionados con la alfabetización. Además, escribió artículos sobre temas educativos. En 1949 trabajó en un comité sobre el trabajo en servicios sociales en Bombay. A principios de la década de 1960, estuvo relacionada con la Escuela Memorial Victoria para los Ciegos.

### Organizaciones femeninas y Girl Guides
En 1937, Rustomjee fue Comisionada de las Girl Guides de Bombay. Tiempo después, fue presidente de las asociaciones de la Federación de Mujeres Univeritarias de India, y vicepresidente de la Federación Internacional de Mujeres Universitarias de 1956 a 1959. En 1957 y 1958 viajó por Estados Unidos con otras líderes de la Federación. En un debate de 1958 sobre las mujeres y la administración municipal, organizado por el Consejo de Mujeres del Estado en Bombay, se opuso a que las mujeres ocuparan exclusivamente todos los roles administrativos municipales.
Su colega D. C. Pavate recordó sobre ella que «La señora Rustomji nunca se recató e, independientemente de la ocasión, se dejaría llevar y hablaría sin tener pelos en la lengua, sin importar la persona con la que estuviera hablando o sobre qué», aunque sin embargo la consideraba «una buena persona, muy bien intencionada, honesta y sincera».

## Vida personal y legado
Amy Rustomjee vivía con su tía, J. M. Cursetjee. Rustomjee falleció en 1976. Se bautizaron en su nombre la Sala Amy Rustomjee en la Unión de Mujeres Graduadas en Bombay y la Beca Internacional Amy Rustomjee en la Universidad de Bombay.